# Lourenço Pires de Távora
Lourenço Pires de Távora (Almada, c. 1510 - Caparica (Almada) em 15 de fevereiro de 1573), 4º senhor da casa e morgado da Caparica, foi um conselheiro de Estado, diplomata português, e capitão de Tânger.

## Biografia
Tendo uma extensa vida ao serviço militar, com apenas 16 anos de idade combateu em Arzila entre 1526 e 1529.
Em 1535 é um dos fidalgos que se junta aos companheiros do infante D. Luís e, sob o comando de D. António de Saldanha, vai combater ao lado das forças imperiais contra Barba Ruiva. 
Foi depois capitão de uma frota, que, com o auxílio de João de Castro defendeu Diu (1546). Em 1555, acompanhou o referido infante à expedição de Tunes. Pouco depois ingressou na carreira diplomática, tendo sido enviado a Marrocos, Madrid,Londres e Roma (1559-1562).
Foi indigitado, em 1541, como embaixador para negociar com Mulei Hamete, rei de Fez. Esta missão, que não teve êxito, visava a aliança de Portugal e de Fez contra a ameaça que os xerifes do sul de Marrocos representavam às possessões de ambos.
Foi também indicado para obter a mão da rainha Maria Tudor para o mesmo infante, negócio que se malogrou, porque o Imperador Carlos V, sendo seu filho D. Filipe viúvo, pediu para ele a mão da rainha de Inglaterra, que lhe foi concedida.
Igualmente, deslocou-se a Viena de Áustria para conseguir que a rainha desistisse de reclamar a saída de Portugal da infanta D. Maria, filha da rainha D. Leonor e do rei D. Manuel I, conseguindo efectivamente evitar que essas reclamações fossem por diante.
Em 1552 foi a Madrid pedir em casamento para o príncipe D. João, filho de D. João III, a mão da princesa D. Joana, filha de Carlos V, que depois acompanhou a Portugal, quando ela veio desposar o herdeiro do trono.
Depois da morte de D. João III foi nomeado pela rainha regente D. Catarina, embaixador a Roma, e encarregado de trabalhar para que o cardeal conde D. Henrique fosse eleito papa, manobrou com tal habilidade que, por morte de Paulo IV obteve para o príncipe português 15 votos no conclave que afinal elegeu Pio IV, Já trabalhava nesse mesmo sentido quando estava embaixador em Madrid, mas não encontrando apoio nas grandes potências, teve de desistir. O que obteve em compensação para o cardeal D. Henrique foram as honras da legacia em Portugal. Nessa embaixada em Roma, que durou largos anos, não só Lourenço Pires de Távora conseguiu vantagens importantes para a coroa portuguesa, muitas vezes negociadas espontaneamente por ele, sem instruções do seu governo, mas também adquiriu tanta fama de hábil negociador, que Filipe lI lhe pediu que se encarregasse oficialmente de alguns negócios que ele trazia pendentes, e o papa Pio IV pelas suas indicações se guiava na questão da reunião do Concilio de Trento, de forma que tão necessário se lhe tornou o embaixador português que a regente, a seu pedido, o reconduziu no cargo, e quando ele afinal partiu, mandou-o Pio IV acompanhar por uma guarda de honra até á fronteira, deu-lhe imensas provas de distinção, a recomendou-o eficazmente ao duque de Urbino e à senhoria de Veneza, cujas terras tinha de atravessar.
Contribuiu para que a regência do reino de Portugal fosse entregue ao conde D. Henrique  a quem deu um verdadeiro programa de governo. Foi, contudo despachado para Tânger, como capitão-mor dessa praça entre 1564 e 1566. Aí «havendo paz com os mouros, e valendo-se dela fortificou por ordem del-rei Dom Sebastião, o castelo com os baluartes e os terraplenos mais ao moderno; a obra ficou imperfeita e depois não se achou interesse em acaba-la».
Em 1569, retirou-se para o Convento dos Capuchos (Caparica) que tinha sido mandado por ele erigir em 1558, no seu solar Torre da Caparica.

## Obras
- "Memória sobre os interesses da monarquia", que D. Manuel de Meneses publica na sua "Crónica de el-rei D. Sebastião".

Igualmente saíram impressos em vários livros muitos dos seus numerosos ofícios, as instruções que deu, quando era embaixador em Roma, a António Pinto que foi como embaixador ao Preste João, e hoje estão publicados também nas várias colecções diplomáticas muitos dos ofícios que ele escreveu de Roma, de Madrid, de Bruxelas, de Londres, onde esteve como embaixador, e de Tânger, de Arzila, etc. onde esteve como capitão.

## Dados Genealógicos
Filho de:
Cristóvão de Távora, 2º senhor do morgado de Caparica, e Francisca de Sousa.
Casou com:
Catarina de Távora, filha de Rui Lourenço de Távora e Joana Ferrer de Acuña.
Tiveram:
- Cristóvão de Távora (1548–1578), estribeiro-mor, conselheiro e camareiro-mor de D. Sebastião[8]. Morreu com ele na batalha de Alcácer-Quibir[2].
- Álvaro Pires de Távora (1554-1578), embaixador e lugar-tenente de D. Sebastião, que igualmente morreu no Norte de África devido a ferimentos recebidos na mesma batalha[9].
- António de Távora, pajem de lança do rei Sebastião, que morreu em África.
- Rui Lourenço de Távora, 19º vice-rei da Índia casado com Mariana Coutinho.
- Joana de Távora, casada com Luís da Silva, vedor da fazenda[10].
- Antónia de Távora, casada com Luís de Alcáçova Carneiro, filho do 1º conde de Idanha-a-Nova[10].
- Francisca de Távora casada com Lourenço Soares de Almada, 6º conde de Avranches.
- Maria de Távora casada com  Diogo de Castro, 2º conde de Basto[10].
- Paula da Silva casada com João de Lancastre, comendador de Coruche, filho do comendador-mor de Avis[10].